# Somalia en los Juegos Olímpicos de la Juventud 2018
Somalia participó en los Juegos Olímpicos de la Juventud 2018 en Buenos Aires, Argentina, celebrados entre el 6 y el 18 de octubre de 2018. Su delegación estuvo conformada por dos atletas en una disciplina. No obtuvo medallas en las justas.

## Medallero
| Medalla       | Oro | Plata | Bronce | Total |
| ------------- | --- | ----- | ------ | ----- |
| Total oficial | 0   | 0     | 0      | 0     |

## Disciplinas

### Atletismo
Somalia clasificó a dos atletas en esta disciplina.
Masculino
Eventos de Pista
| Atleta               | Evento       | Serie 1 | Serie 1 | Serie 2 | Serie 2 | Total  | Total  |
| Atleta               | Evento       | Tiempo  | Puesto  | Tiempo  | Puesto  | Tiempo | Puesto |
| -------------------- | ------------ | ------- | ------- | ------- | ------- | ------ | ------ |
| Yusuf Ali Abdirashid | 1.500 Metros | 4:08.66 | 18      | 13:42   | 20      | 38     | 19     |

Femenino
Eventos de Pista
| Atleta               | Evento     | Serie 1 | Serie 1 | Serie 2   | Serie 2   | Total  | Total  |
| Atleta               | Evento     | Tiempo  | Puesto  | Tiempo    | Puesto    | Tiempo | Puesto |
| -------------------- | ---------- | ------- | ------- | --------- | --------- | ------ | ------ |
| Jiijo Hassan Mohamed | 400 Metros | 1:20.76 | 24      | No empezó | No empezó |        |        |